# Территория Аризона (КША)
Территория Аризона (англ. Territory of Arizona) — инкорпорированная организованная территория Конфедеративных Штатов Америки, существовавшая в 1861—1865 годах.
До гражданской войны земли современных штатов Нью-Мексико и Аризона входили в состав Территории Нью-Мексико, к которой в результате покупки Гадсдена были в 1853 году присоединены земли на юге. Эти земли, находящиеся южнее реки Хила, получили неофициальное название Аризона. Уже с 1856 года управлявшее Территорией правительство в Санта-Фе стало проявлять беспокойство по поводу эффективности управления южной частью своих земель, отделённых полосой пустыни. В феврале 1858 года члены законодательного собрания Территории Нью-Мексико приняли резолюцию в пользу создания Территории Аризона, границы которой проходили бы вдоль 109-го меридиана, а все индейцы штата Нью-Мексико были бы переселены на север Аризоны. В апреле 1860 года 31 делегат приняли конституционное решение о временном правительстве на территории южнее 34° ю. ш. и избрали Льюиса Оуингза временным губернатором. Однако противники рабства выступали против этого, так как эти земли были заселены в основном выходцами из южных штатов и в перспективе могли бы образовать новый рабовладельческий штат, и решения о создании новой Территории не был утверждены Конгрессом США. Тем не менее Оуингз продолжал действовать как фактический распорядитель этих земель.
После начала гражданской войны часть жителей южной части Территории Нью-Мексико посчитала, что центральное правительство пренебрегает их нуждами и не выделяет достаточно войск для противостояния индейцам; прекращение работы почты прервало связь местных органов власти с правительством в Вашингтоне. В марте 1861 года жители Месиллы проголосовали за присоединение к КША. 16 марта был принят ордонанс о сецессии западной части Территории Нью-Мексико и о присоединении этих земель к КША. 28 марта в Тусоне собрался конвент, который ратифицировал ордонанс, и образовал временное правительство созданной таким образом Территории Аризона. В начале 1862 года предложение о создании Территории Аризона было принято Конгрессом КША, и 14 февраля 1862 года президент Дэвис официально провозгласил её образование.
Вхождение этих земель в состав КША дало конфедератам доступ к Калифорнии, и поэтому они стали ареной ряда важных сражений Транс-Миссисипского ТВД. В июле 1862 года конфедераты были вынуждены оставить Месиллу, и столица Территории была перенесена на юг, в поселение Франклин в штате Техас. Остаток войны правительство Территории продолжало оставаться в Техасе, а боевые действия осуществлялись в форме партизанских вылазок.